# Імперій
Імперій, Імперіум (лат. imperium, від дієслова imperare — командувати) в Стародавньому Римі означало повноту виконавчої влади: командування військами і цивільною адміністрацією. Той, кому давався імперій, міг діяти від імені держави в усіх сферах суспільного життя.
У стародавніх римлян вища державна влада належала народові, який виявляв цю владу на виборах, в законодавстві, верховному суді, вирішенні питань війни і миру (див. коміції). Відображенням цієї влади є імперій як вище повноваження магістратів: спочатку царів, потім, в республіканський час, так званих старших магістратів (magistratus maiores), тобто консулів, преторів, диктаторів, проконсулів, пропреторів, префекта міського та преторіанского, цензорів. Молодші магістрати імперія не мали.
Імперій давався народом за допомогою виборів або особливим законом в куріатських коміціях (lex curiata de imperio). Імперій давав повноваження магістрату: 1) військові, разом з правом життя і смерті відносно підлеглих, але лише за межами міста; 2) цивільні: право юрисдикції, накладення покарань (штрафів, ув'язнення, тілесного покарання). Якщо імперій обмежувався одними кримінальними правами, він називався «простим», imperium merum, і був тотожний з повноваженнями, які мали намісники провінцій. Оскільки особи, яким давався імперій, не мали однакових прав, (наприклад, консул отримував військовий імперій, претор — цивільний), то з самого початку розрізняли імперій великий від імперія меншого (imperium maius, imperium minus). Повнота влади магістрату залежала від його посади: імперій консула був вищим імперій претора. 
Імперій міг даватися будь-яким державним діячам, якщо того вимагали обставини і покладені на них обов'язки. Наприклад, ним наділялися члени комісій з розподілу землі. Вищий ступінь імперія (summum imperium), в республіці надавався диктаторові.
Особливо важливе значення мали намісники провінцій, їхній імперій поширювався лише на ту провінцію, в яку намісник отримував призначення, і спочатку обмежувався одним роком, але трирічний імперій Гнея Помпея Великого (за законом Авла Габінія від 67 р. до н.е.) створив прецедент тривалішого терміну, проклавши шлях до створення імперії, оскільки римський імператор був, в сутності, магістратом з довічним і поширеним на всю територію держави імперієм. Власне від слова «імперій» і походить слово «імперія» — територія, на яку поширюється дія імперія.
Як виняток народ міг наділяти імперієм  і осіб, які не обіймали магістратські посади, наприклад за законом, проведеним Рубрієм в 43 році, частина верховних прав була дарована муніципальній владі в Галлії. Ймовірно, магістрати cum imperio мали право передавати імперій та інші права іншим громадянам. Імперій народу продовжував існувати ще якийсь час після падіння республіки, але і він разом з іншими республіканськими владами цілком перейшов до імператорів (див. Принципат).
Згодом, коли колишній республіканський характер імператорської влади зник, імперій (саме summum imperium) став даватися імператору одразу після вступу на престол. Одним законом (так званий lex de imperio) надавали не тільки верховний військовий імперій довічно і на всю територію Римської держави, але також багато інших значних повноважень. Деякі з них вже в останньому столітті республіки були об'єднані з надзвичайним імперієм, давалися деяким полководцям — Суллі, Цезарю і Гнею Помпею Великому.